# 1270
1270 (MCCLXX) fue un año común comenzado en miércoles del calendario juliano.

## Acontecimientos
- Levantamientos comunales en Ribadeo, Galicia.
- Se crea la Orden de Santa María de España, orden militar española de carácter naval.
- Comienza la rebelión Sambyeolcho en la península de Corea dentro del marco de las invasiones mongolas en Corea.

## Nacimientos
- William Wallace nacionalista escocés.
- 12 de marzo - Carlos III de Valois, hijo de Felipe III de Francia.
- Teodoro Metoquita, estadista y autor bizantino.
- Miguel de Cesena, teólogo franciscano.
- Marsilio de Padua, filósofo, pensador, político, médico y teólogo italiano.
- Cino da Pistoia, poeta y jurista italiano.
- Ma Zhiyuan, escritor y poeta chino.
- Mondino de Luzzi, de Liuzzi, o de Lucci, fue un médico, anatomista y profesor de cirugía italiano que vivió y trabajó en Bolonia. Se le acredita como el «restaurador de la anatomía», por sus influyentes contribuciones al campo al reintroducir la práctica de la disección pública de cadáveres humanos y por escribir el primer texto anatómico moderno.

## Fallecimientos
- 23 de febrero - Beata Isabel de Francia , hija de Luis VIII de Francia y hermana de San Luis.
- 17 de marzo - Felipe de Montfort, señor de Tiro
- 25 de julio - Sancha Alfonso de León, hija ilegítima del rey Alfonso IX de León
- 25 de agosto - San Luis IX de Francia.
- 4 de diciembre - Teobaldo II de Navarra.
- Bela IV de Hungría.
- Bonifacio de Saboya, Arzobispo de Canterbury.
- Ouali I, segundo Mansa del Imperio de Malí.
- David VI de Georgia, rey desde 1246 a 1270.